# Hemerobius nigrostigma
Hemerobius nigrostigma is een insect uit de familie van de bruine gaasvliegen (Hemerobiidae), die tot de orde netvleugeligen (Neuroptera) behoort. 
Hemerobius nigrostigma is voor het eerst wetenschappelijk beschreven door Monserrat in 1990.